# Spudaea dilutior
Spudaea dilutior är en fjärilsart som beskrevs av Heinrich 1917. Spudaea dilutior ingår i släktet Spudaea och familjen nattflyn. Inga underarter finns listade i Catalogue of Life.